# ゆうぐれエクスプレス
ゆうぐれエクスプレスは、南日本放送（MBCラジオ）で2004年（平成16年）10月4日から放送している夕方のワイド番組である。
スタート時から2013年（平成25年）3月までは小澤達雄が、2016年（平成28年）3月までは上野知子が月曜から金曜までを担当していた。2016年4月からは複数パーソナリティの担当になった。

## 放送日時
平日18:00 - 18:45
（プロ野球シーズン中で『MBCエキサイトナイター』の放送がある日は、18:30までに短縮）

## 出演者

### 現在
- 城光寺剛（報道部キャスター。月曜・火曜担当。水曜は一部コーナーのみ[注釈 1]）
- 岩崎全智（報道部キャスター。水曜担当[注釈 2]）
- 佐々木武海（南日本放送アナウンサー。木曜担当。）
- 上塘百合恵（南日本放送アナウンサー。金曜担当。）

### 過去
- 小澤達雄
- 上野知子
- 吉田智大
- 重盛赳男
- 古川廣生
- 岡田祐介
- 原口奈菜
- 下山英哉
- 村上隆二
- 山口真奈
- 岩﨑弘志
- 末永安佳梨
- 美坂理恵
- 小園秀汰
- 森万由子
- 小野鼓太郎
- 豊平有香
- 松木圭介
- 玉谷愛
- 村田晏奈

## パーソナリティの変遷
すべて南日本放送アナウンサー・報道部キャスター。
| 期間       | 期間      | 月         | 火         | 水         | 木         | 金         |
| ---------- | --------- | ---------- | ---------- | ---------- | ---------- | ---------- |
| 2004年10月 | 2013年3月 | 小澤達雄   | 小澤達雄   | 小澤達雄   | 小澤達雄   | 小澤達雄   |
| 2013年4月  | 2016年3月 | 上野知子   | 上野知子   | 上野知子   | 上野知子   | 上野知子   |
| 2016年4月  | 2017年3月 | 吉田智大   | 吉田智大   | 吉田智大   | 岩﨑弘志   | 古川廣生   |
| 2017年4月  | 2017年9月 | 下山英哉   | 下山英哉   | 下山英哉   | 重盛赳男   | 古川廣生   |
| 2017年10月 | 2018年3月 | 重盛赳男   | 吉田智大   | 吉田智大   | 吉田智大   | 古川廣生   |
| 2018年4月  | 2019年3月 | 山口真奈   | 原口奈菜   | 岡田祐介   | 岡田祐介   | 岡田祐介   |
| 2019年4月  | 2019年9月 | 末永安佳梨 | 森万由子   | 岡田祐介   | 岡田祐介   | 岡田祐介   |
| 2019年10月 | 2020年3月 | 美坂理恵   | 美坂理恵   | 岡田祐介   | 岡田祐介   | 豊平有香   |
| 2020年4月  | 2020年9月 | 下山英哉   | 上塘百合恵 | 村上隆二   | 玉谷愛     | 美坂理恵   |
| 2020年10月 | 2021年3月 | 下山英哉   | 玉谷愛     | 村上隆二   | 上塘百合恵 | 岡田祐介   |
| 2021年4月  | 2021年9月 | 下山英哉   | 山口真奈   | 佐々木武海 | 小園秀汰   | 村上隆二   |
| 2021年10月 | 2022年3月 | 下山英哉   | 山口真奈   | 豊平有香   | 小園秀汰   | 岩﨑弘志   |
| 2022年4月  | 2022年9月 | 城光寺剛   | 小園秀汰   | 山口真奈   | 松木圭介   | 岩﨑弘志   |
| 2022年10月 | 2023年3月 | 城光寺剛   | 小園秀汰   | 山口真奈   | 松木圭介   | 森万由子   |
| 2023年4月  | 2023年9月 | 城光寺剛   | 小園秀汰   | 森万由子   | 松木圭介   | 城光寺剛   |
| 2023年10月 | 2024年3月 | 城光寺剛   | 小野鼓太郎 | 豊平有香   | 松木圭介   | 城光寺剛   |
| 2024年4月  | 2024年9月 | 城光寺剛   | 城光寺剛   | 岩崎全智   | 岩崎全智   | 岩崎全智   |
| 2024年10月 | 2025年3月 | 城光寺剛   | 城光寺剛   | 玉谷愛     | 村田晏奈   | 岩崎全智   |
| 2025年4月  |           | 城光寺剛   | 城光寺剛   | 岩崎全智   | 佐々木武海 | 上塘百合恵 |

## タイムスケジュール
※時間はあくまで目安
- 18:00 オープニング
- 18:02 ニュースエクスプレス（県内と全国のニュース。月曜日はプラッセ&だいわ、金曜日はオートバックスの提供）
- 18:16 交通情報（交通情報センターからの情報）
- 18:24 スポーツエクスプレス（県内のスポーツ情報、メジャーリーグ情報など）
- 18:34 フリーエクスプレス（ゲストとの電話回線を使ったフリートーク。水曜と金曜を除く）
  - （水曜のみ）ゆうぐれニュース解説（城光寺が担当）
- 18:44 ウェザーエクスプレス、及びエンディング